# Nederlandse kampioenschappen schaatsen afstanden 1997 - 500 meter vrouwen
De 500 meter vrouwen op de Nederlandse kampioenschappen schaatsen afstanden 1997 werd in januari 1997 in ijsstadion de Uithof in Den Haag over twee ritten verreden, waarbij de veertien deelneemsters ieder een keer in de binnenbaan en een keer in de buitenbaan startten.
Titelverdedigster was Christine Aaftink die de titel pakte tijdens de NK afstanden 1996. 

## Uitslag
| #      | Schaatsster           | 1e      | pos | 2e      | pos | Punten |
| ------ | --------------------- | ------- | --- | ------- | --- | ------ |
| Goud   | Judith Straathof      | 0.42,39 | 1   | 0.42,37 | 16  | 84,760 |
| Zilver | Frouke Oonk           | 0.42,49 | 2   | 0.42,31 | 17  | 84,800 |
| Brons  | Andrea Nuyt           | 0.42,95 | 3   | 0.42,30 | 1   | 85,250 |
| 4      | Léontine van Meggelen | 0.43,24 | 4   | 0.43,21 | 2   | 86,450 |
| 5      | Yvonne Leever         | 0.43,71 | 6   | 0.43,19 | 3   | 86,900 |
| 6      | Pauline Bakker        | 0.43,60 | 5   | 0.43,55 | 4   | 87,150 |
| 7      | Nathalie ten Hoor     | 0.43,74 | 7   | 0.43,67 | 5   | 87,410 |
| 8      | Anja Bollaart         | 0.44,02 | 8   | 0.43,97 | 6   | 87,990 |
| 9      | Jannet Koomen         | 0.44,19 | 10  | 0.43,98 | 7   | 88,170 |
| 10     | Paula Buijtenhuijs    | 0.44,17 | 9   | 0.44,04 | 8   | 88,210 |
| 11     | Kaśka Rogulska        | 0.44,39 | 11  | 0.43,85 | 9   | 88,240 |
| 12     | Dianne Kootstra       | 0.44,56 | 12  | 0.44,11 | 10  | 88,670 |
| 13     | Tijn Ponjee           | 0.44,69 | 13  | 0.44,62 | 11  | 89,310 |
| 14     | Linda Verdouw         | 0.45,47 | 14  | 0.45,88 | 12  | 91,350 |

Uitslag op
1987 · 
1988 · 
1989 · 
1990 · 
1991 · 
1992 · 
1993 · 
1994 · 
1995 · 
1996 · 
1997 · 
1998 · 
1999 · 
2000 · 
2001 · 
2002 · 
2003 · 
2004 · 
2005 · 
2006 · 
2007 · 
2008 · 
2009 · 
2010 · 
2011 · 
2012 · 
2013 · 
2014 · 
2015 · 
2016 · 
2017 · 
2018 · 
2019 · 
2020 · 
2021 · 
2022 · 
2023 · 
2024 · 
2025